# Bump & Grind
『Bump & Grind』（バンプ アンド グラインド）は、2022年11月2日にリリースされたYUKIのEP。初回生産は紙ジャケット仕様

## 概要
本EPは、前作『Free & Fancy』から約半年ぶりのリリースとなるYUKIの2作目のEPである。
タイトルの"Bump & Grind"は、YUKIの16th Single『ワンダーライン』の歌詞にも入っており、「腰を動かして踊る」という意味や「心がドキドキする」という意味がある。
前作『Free & Fancy』は打ち込みの音にこだわったのに対し、本作ではバンドサウンドなどの生演奏を重視して作られた。
収録曲3曲はすべて2023年2月発売の11thオリジナルアルバム『パレードが続くなら』に収録される。

## 収録曲
全作詞：YUKI
1. タイムカプセル
  - 作曲：HALIFANIE／編曲：名越由貴夫
  - 2022年にリリースされた2枚のEP収録曲のうち、唯一ライブ未披露である。
2. My Vision
  - 作曲：村上遼／編曲：名越由貴夫
  - 2022年11月1日に公式YouTubeチャンネルにてMV公開
3. Oh ! ベンガル・ガール
  - 作曲／編曲：佐藤嘉風、斎藤歩
  - 「YUKI concert tour "SOUNDS OF TWENTY" 2022」アリーナ公演では、YUKI本人がピアノを演奏し歌唱した。